# 譚駿賢
譚駿賢（英語：TAM Chun Yin，1972年—），前香港屯門區議會友愛北選區議員。他畢業於香港中文大學文學士（主修歷史系），在學期間曾擔任香港中文大學學生會會長。他曾任職天主教正義和平委員會幹事及職工盟組織幹事等勞工組織要職。
譚駿賢沒有參與2019年區議會選舉角逐連任，而是交捧給工黨兩名一直在其議員辦事處工作的社區主任：林明恩及林健翔，由他們代表工黨參與2019年區議會選舉，而他們最後亦成功贏得選舉，延續工黨在友愛邨兩個選區的工作。

## 學生時代
1991年，他入讀香港中文大學崇基學院歷史系，在大學二年級時擔任崇基學生會的社會幹事，而在三年級時更成為第廿四屆（1994-1995年）香港中文大學學生會會長。在大學時期，他開始參與校內外抗爭，包括他認為當年「最大單」的反對清拆天台屋抗爭。學生時期的學運經歷，使他矢志畢業後要服務基層，為他們爭取權益。

## 投身政治
他畢業後，先後擔任天主教正義和平委員會幹事及職工盟組織幹事，在社會組織做了20年。
在2008年及2012年的立法會選舉中，曾兩度與李卓人一起參選立法會。
直至2013年他辭去職工盟統籌幹事的職務，全身投入地區組織的工作，逐回到他曾就讀中學的友愛區深耕細作，擔任工黨社區幹事。在擔任社區幹事的兩年內，他處理了千多宗權益個案，半數涉及勞工權益。除了勞工個案外，他還處理了各式各樣的求助，例如幫老人家申請長者生活津貼、為公屋擠迫戶申請調遷、協助新來港學童申請入學。
2015年，譚駿賢首次參選區議會岀戰友愛北選區。在選戰期間，他遭對手民建聯元老陳雲生瘋狂攻擊，指摘他派月餅籠絡民心。他解釋派月餅予邨內20戶貧窮長者，全部為親戚所贈，並指「陳雲生6年來所派嘅米、護膚品、雞精多不勝數，點解佢派又得，我轉贈就咁大罪呢？」。他最初只盼不要「輸得太難睇」，最終他得到1731票，以115票差距爆冷擊敗雄踞該議席24年的民建聯陳雲生。當選區議員後，他承諾將議會內的議題，帶到議會外，讓市民參與，例如阻止屯門擴建堆填區、處理棘手的市鎮公園噪音問題等。

## 當選區議會議員 （任期2016年1月至2019年12月）

### 揭發屯門污水廠違規處理污水－2016年4月
屯門望后石污水處理廠承判商昇達廢料處理有限公司被揭發沒有按環保署要求以1000℃高溫燃燒沼氣，就把污水排出大海。昇達前員工在工黨議員譚駿賢和李卓人的陪同下召開記者會，指廠方高層在2015年11月底起，把煙囱溫度降低至850℃，低於環保署要求的1000℃，影響污水處理過程中除氮效果。早於3月底，被解僱的員工和區議員譚駿賢及傳媒到污水廠附近抽水辦化驗，發現經污水廠排岀的污水總氮量達307.1毫克，超出牌照規定的200毫克逾五成。工黨屯門區議員譚駿賢斥環保署「離譜」，對昇達監督不力。而工黨亦要求環保署檢討監測污水程序，徹查違規操作責任，嚴正考慮是否由違規公司繼續經營。環境保護署終於在2016年11月22日發出傳票，起訴昇達合共14項違反《水污染管制規例》控罪。

### 到領展總部抗議－2016年4月
工黨成員包括譚駿賢，聯同多個泛民政黨包括民主黨、社民連及人民力量成員，到領展位於觀塘總部辦公室抗議領展拆售商場、外判街市管理及停車場泊租，並要求與行政總裁王國龍會面，由於雙方原定在今日會面對話，但領展卻突然取消會面。他們要求與王國龍見面，承諾不再拆售物業予炒家，出售物業要與政府洽商，由政府回購；停止無理加租，以及停止停車場浮動位計劃，重新諮詢區內持份者；停止外判街市經營權，讓外判商濫收租金。工黨屯門區議員譚駿賢認為，領展只和八個代表是不合理，應直接受影響的商戶及街坊代表會面。他批評領展從來不肯和商戶代表會面，拒絕正視對多年來累積下來的問題。

### 助線面師傅申請小販牌照－2016年11月
多年來，三名線面師傅已經在屯門區一帶服務街坊，技藝得到附近居民的認同。可是，由於沒有牌照的關係，他們時常被食環署等驅趕，令到擺檔的時間十分飄忽。譚駿賢上任後，把該議題帶進屯門區議會，食環署代表在區議會上指出，政府現階段願意向具有懷舊本土特色的無牌街頭工匠發牌。最後糾纏兩個月下，三位工匠終於獲發小販牌，,令他們可以穩定並合法在區內服務。

### 自行在邨內設立籃球網－2017年2月
房屋署拒絕譚駿賢裝設籃球網的建議，房屋署認為裝設籃球網成本過高，特別是要面對不斷的人為破壞。然而，此說法並無任何證據。於是，譚駿賢與友愛居民一起在友愛邨籃球場掛設籃球網，試掛一個月，該籃球網仍然完好無缺。由此證明房屋署的說法有誤，最終房屋署同意在友愛足球場和籃球場裝設球網，試行一年，再作檢討。該做法最後啟發到夕Sir成立「籃網友」，希望可以令全港屋邨都有籃球網。

### 擔任證人檢控屯門公園噪音－2017年-2018年
屯門公園噪音問題一直相當嚴重。唯多年來都沒有其他區議員願意作出行動，只有譚駿賢多次向康文署作出投訴，並向康文署提議，由自己擔任證人而向有關人士作出檢控。最後，檢控在屯門法院聆訊，被告決定自行認罪，被告被判罰款$800。譚駿賢認為罰款過低，阻嚇力度過低，其將會建議政府修改《遊樂場條例》。

### 保衛智障人士宿舍「柔莊之家」－2018年
「柔莊之家」是屯門少有的智障人士宿舍，在2018年被政府納入發展計劃大鋼中。經舍友爭取，以及譚駿賢與區議員甄紹南一同合作下，發展局初步決定不遷不拆，並且把「柔莊之家剔出「屯門分區計劃大綱核准圖」的改劃用地計劃。

### 再跟進屯門公園噪音－2018年5月
譚駿賢聯同兩名社區主任林健翔、林明恩與一眾街坊到政府總部請願，要求康文署立即修改《遊樂場條例》。由於多年來要求康文署正視問題，但部門每次都表示礙於條例過時，致使康文署等不是檢控無門，就是法庭最終判表演者無罪。而相關人士見部門在法律上無法招架，遂變本加厲，使整個屯門公園公共空間成為「淪陷區」。而《遊樂場條例》最後的修改年份已是2000年，其條例已經過時，需要重新訂立細則。而且康文署亦沒有決心執行《遊樂場條例》，其中的第25條中已經顯示，遊人是需要署長書面通知才可帶備音響進入遊樂場。然而，屯門康文署對非法攜帶音響進入屯門公園的情況視若無睹。

## 外部連結
林明恩 林健翔 辦事處 （页面存档备份，存于）
| 議會席位      | 議會席位                            | 議會席位      |
| ------------- | ----------------------------------- | ------------- |
| 前任： 陳雲生 | 屯門區議會友愛北選區 2016年－2019年 | 繼任： 林明恩 |